# شنکنهورشت
شنکنهورشت (به آلمانی: Schenkenhorst) یک منطقهٔ مسکونی در آلمان است که در گراده‌لگن واقع شده‌است. شنکنهورشت ۱۸۰ نفر جمعیت دارد.